# ハーバーウォーク

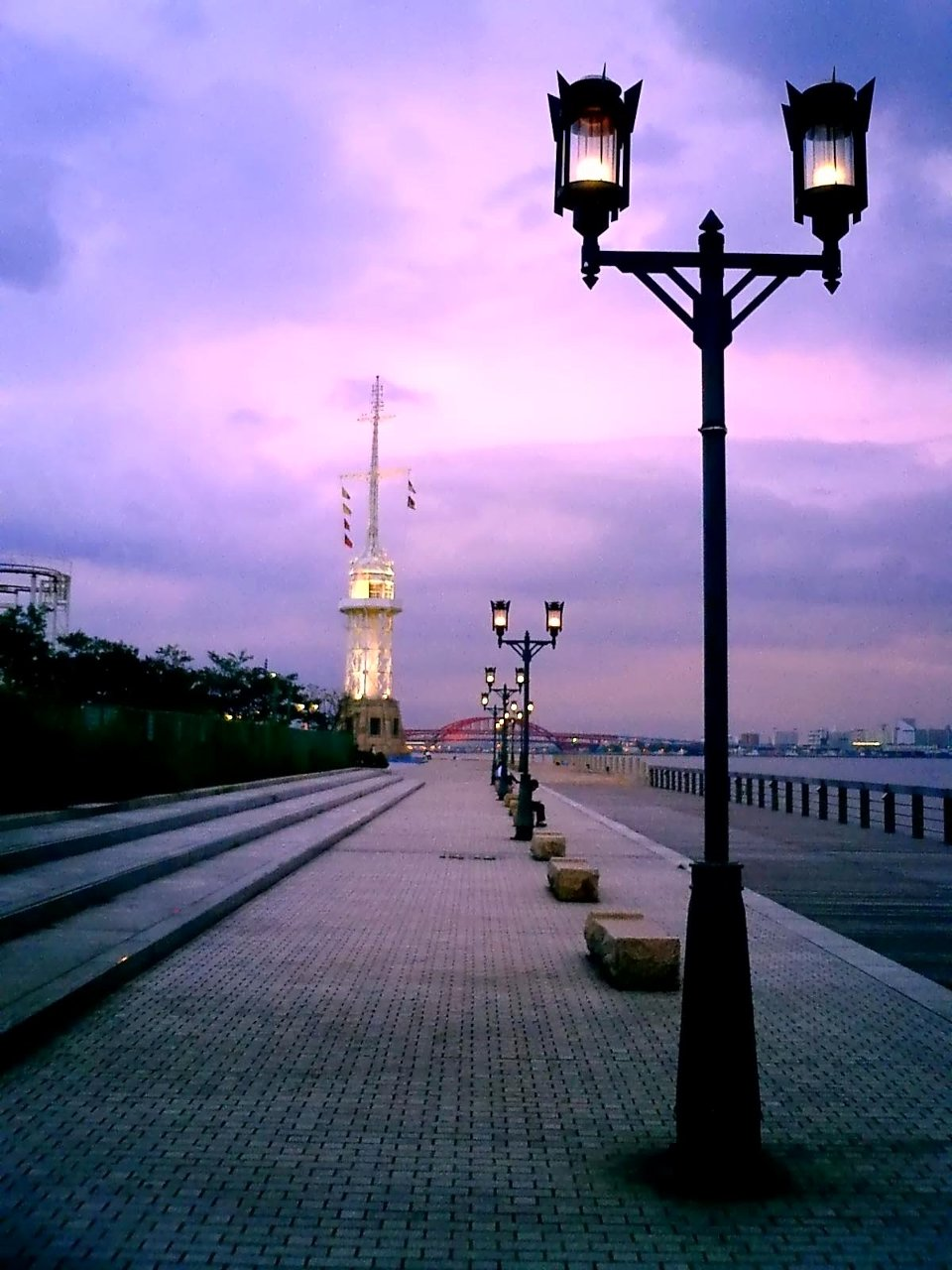
ハーバーウォーク

ハーバーウォークとは、1992年の神戸ハーバーランド完成に合わせて旧神戸港信号所から煉瓦倉庫レストラン街横の船着場まで海沿いに整備された板敷きの道（ボードウォーク）のこと。等間隔に街灯とベンチが設置され、静かに海を眺めることができる。
対岸には、川崎重工業第四ドックがある。海上自衛隊の潜水艦が、修理中である場合や船舶が停留されていることが多い。

## 周辺スポット
- 神戸ハーバーランド
  - 煉瓦倉庫レストラン街
  - 旧神戸港信号所
  - 神戸MOSAIC
  - モザイクガーデン
  - エコール・マリン（神戸情報文化ビル）

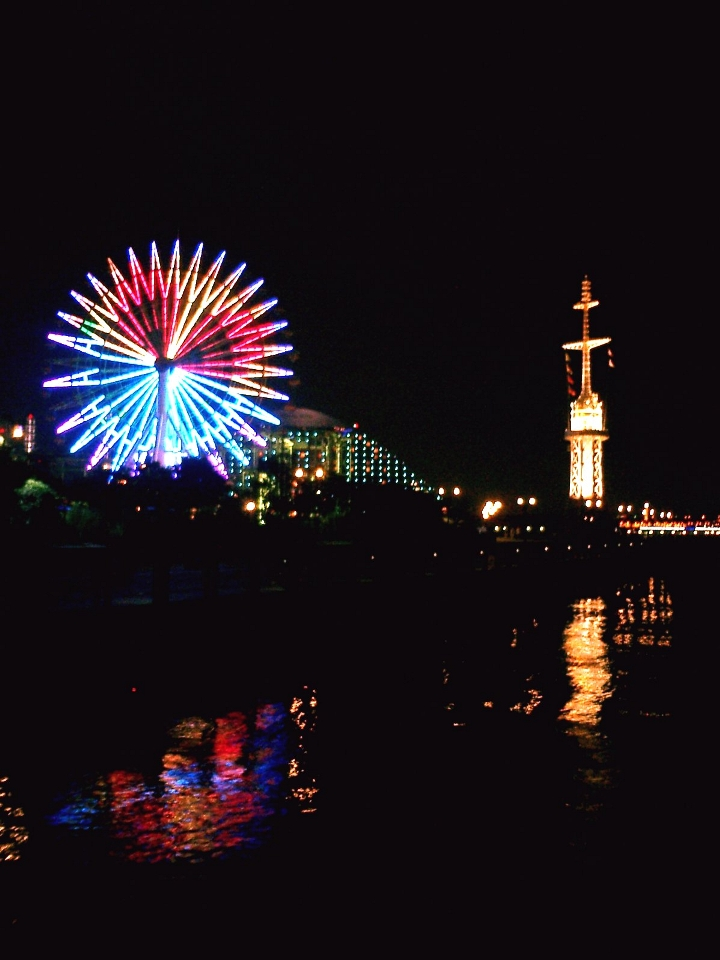
夜景
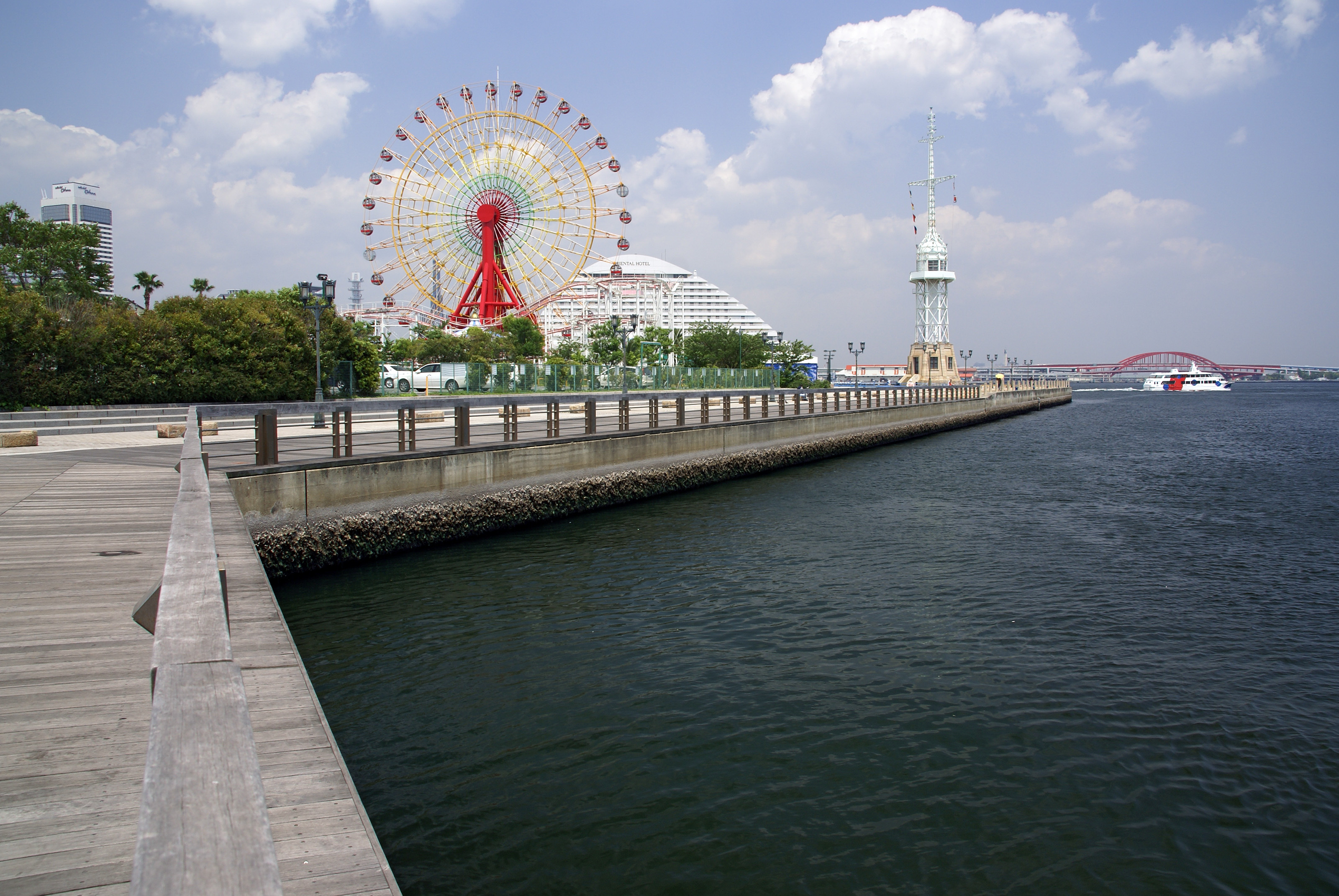
昼景
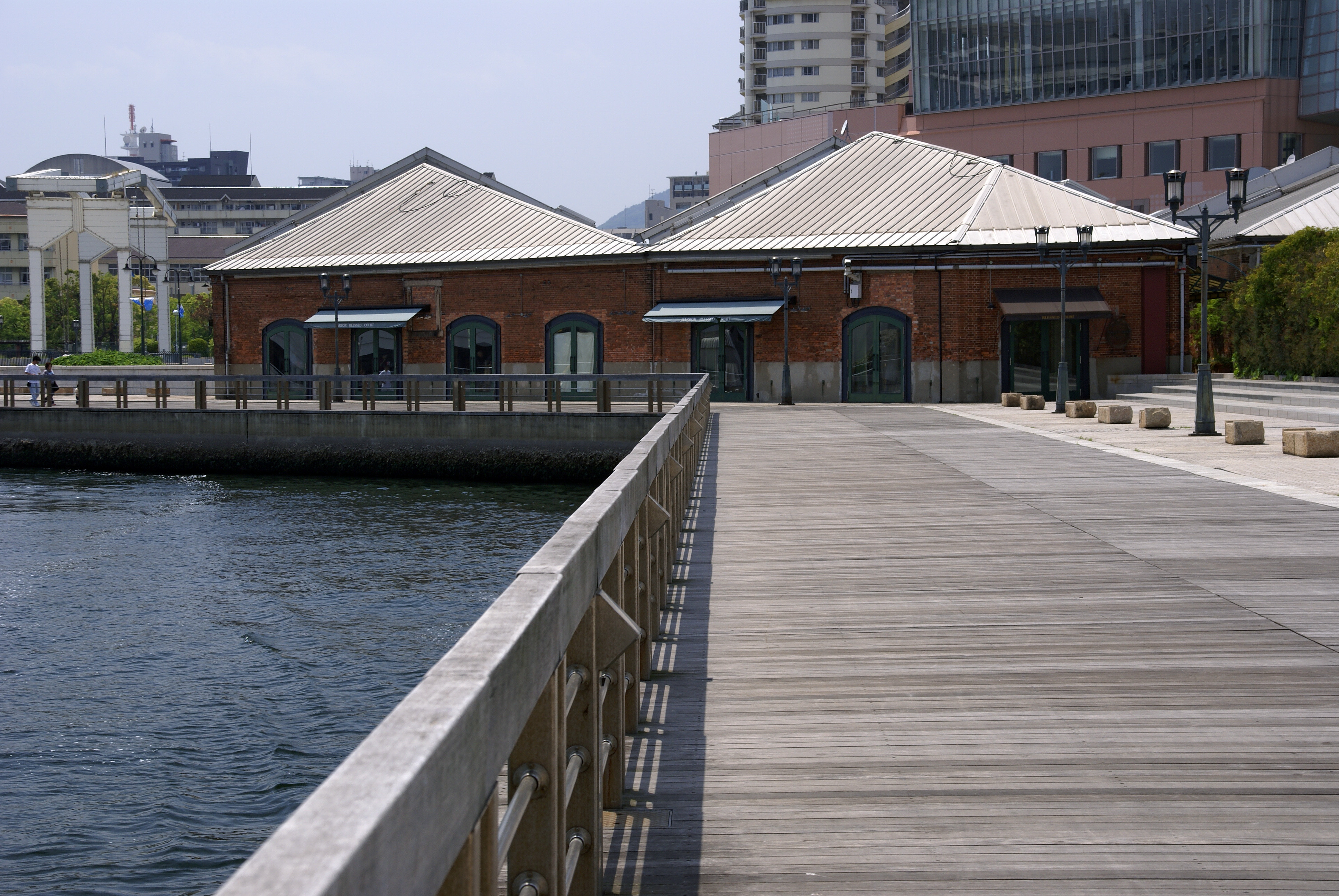
煉瓦倉庫を望む